# Legislação sobre garimpo no Brasil
No Brasil, a legislação acerca do garimpo, e da mineração de forma geral, é constituído por uma diversidade de leis, decretos e portarias, que tornam sua interpretação e operacionabilidade uma atividade ambígua e frequentemente contraditória.

## Histórico

### Decreto 24.193 de 1934
Distinguia a garimpagem da faiscação, determinando a garimpagem como uma exploração de pedras preciosas em rios ou chapadas com equipamentos simples e estruturas passageiras, e a faiscação enquanto a exploração do ouro aluvionar individual ou coletivamente.

### Decreto-lei 1.985 de 1940
Também conhecido como Código de Minas de 1940, definia ambas as atividades como formas artesanais e passageiras de exploração, em depósitos de aluvião e eluvião, dinstinguindo a garimpagem da faiscação, por outro lado, por abranger a exploração de minérios metálicos e não metálicos.

## Vigente

### Código de Mineração
O decreto-lei 227 de 1967, também conhecido como Código de Minas de 1967, ou Código de Mineração - Distingue três modalidades de exploração individual com equipamentos portáteis e simples: garimpagem, faiscação e cata. Definidos, respectivamente, como - modalidade mais abrangente de exploração, abarcando minérios metálicos, não metálicos, pedras preciosas e semipreciosas, em depósitos de aluvião e eluvião; exploração restrita à metais nobres; e finalmente, a cata, como um processo análogo aos dois primeiros, porém voltado à "parte decomposta dos afloramentos dos filões e veeiros". Determina, além disso, a criação de uma regime de matrícula dos garimpeiros através do registro no órgão de coleta de imposto do local da jazida, chamado então de Exatoria Federal.

### Na constituição
A constituição de 1988 reconhece a atividade do garimpo e determina proteções aos garimpeiros, estabelecedno enquanto competência da União a delimitação de escopo e as condicionais da exploração mineral, considerando a dimensão sócio-ambiental da empreitada. A constituição promove o modelo do cooperativismo para a organização dos garimpos. O massacre de São Bonifácio, ocorrido em 29 de dezembro de 1987, repercutiu significativamente na elaboração dos artigos relativos ao garimpo, garantindo maior legitimidade.

### Permissão de lavra garimpeira
A lei 7.805 de 1989, conhecida como 'permissão de lavra garimpeira' (PLG), instituiu o regime de lavra garimpeira, revisando parcialmente o Código de Mineração de 1967, que continua vigorando. A nova lei tem por efeito a ampliação do escopo da atividade garimpeira e o afrouxamento da regulação em torno de seu exercício. A PLG preserva a ênfase no caráter individual ou cooperativo do garimpo, além de definir uma lista, revisável, de materiais garimpáveis, que inclui o ouro, o diamante, a casserita, entre outros. A nova permissão tem como princípal característica ter tornado opcional a realização de pesquisas e processos de avaliação prévio das zonas de exploração, elemento que já foi objeto de críticas pelo Ministério Público Federal, em razão das inúmeras fraudes e aberturas que oferece à atividades criminosas.

#### Decreto 98.812 de 1990
O decreto 98.812 adiciona mais regulamentações à PLG, reafirmando a definição de garimpo como exploração dos materiais definidos como garimpáveis realizada em áreas de concessão da permissão de lavra garimpeira. Esse decreto foi posteriormente revogado pelo decreto 9.406 de 12 de junho de 2018, que alterou elementos da legislação relativa à exploração mineral.

### Estatuto do garimpeiro de 2008
Define o garimpo como a exploração de “substâncias garimpáveis”, instituindo modelos de organização entre garimpeiros e a natureza do possível contrato entre garimpeiros e titulares de direitos minerários. Além de determinar o dia 21 de julho como o Dia do garimpeiro. A definição adotada no estatuto foi chamada de tautológica por documentos do MPF.

### Portaria 155 de 2016
A portaria 155 da Agência Nacional de Mineração delimitou o espaço das zonas de lavra garimpeira, proibindo, no caso de pessoas físicas, uma área superior a 50 hectares, e mil hectares no caso de cooperativas de garimpeiros. No caso de explorações na Amazônia Legal, a zona garimpável por cooperativas pode atingir excepcionalmente 10 mil hectares.

## Propostas

### PL 191 de 2020
O projeto de lei 191 foi elaborado pelo núcleo governo Bolsonaro, visando a autorização, em terras indígenas, da exploração garimpeira, além de outras empreitadas como a exploração de combustíveis fósseis, a instalação de hidroelétricas, e a agricultura industrial. Encaminhado inicialmente em 6 de fevereiro de 2020, pelos ministros da Justiça e de Minas e Energia, Sérgio Moro e Bento Albuquerque, a proposta engendrou uma ampla controvérsia nacional e internacional, enfrentando especialmente a oposição de organizações e movimentos dos povos indígenas do Brasil. No mesmo ano, o presidente da câmara dos deputados, Rodrigo Maia, travou a tramitação do projeto, alegando tratar-se de uma proposta muito conflitiva para o Brasil e sua imagem internacional, apesar de não ter identificado no texto nenhuma inconstitucionalidade, como denunciado por organizações ambientais e indigenas. O Instituto Brasileiro de Mineração, que representa 127 empresas de mineração, incluindo empresas de grande porte como a Anglo American e a Vale S.A., criticou o projeto, apesar de, no ano anterior, tê-lo apoiado através de um artigo do então presidente Flávio Penido na Folha de S.Paulo.
Em 2022, a proposta foi reativada pelo governo Bolsonaro, alegando a necessidade de sua viabilização para conter a crise no mercado dos fertilizantes, ameaçado pelas consequências da invasão russa à Ucrânia. Segundo o governo, a extração do potássio era essencial para a estabilidade do estoque brasileiro - tal argumento foi qualificado como falacioso por reportagens do Estadão e estudos realizados pela UFMG, que apontaram que a maioria absoluta das reservas de potássio no país ficam fora de terras indígenas. O argumento foi, porém, repetido por Arthur Lira. A câmara, então sob a presidência de Arthur Lira, aprovou o requerimento de urgência na tramitação do projeto, por 279 votos, solicitado pelo líder do governo, Ricardo Barros. A PL foi submetido a um grupo de trabalho dedicado 
O texto do projeto estabelece a realização de uma consulta na comunidade indígena que habita a terra em processo de exploração, apesar de não conceder poder de veto aos consultados, podendo ser encaminhado por decisão unilateral do Estado. Determina, além disso, uma participação da comunidade na renda econômica das atividades.
No fim, em abril de 2022, após não ter sido implementado o grupo de trabalho estabelecido no pedido de urgência, o projeto de lei terminou arquivado. Segundo análise de observadores, os objetivos expressos pelo governo na PL 191 foram deslocados para o "Novo Código de Mineração" que transitou pelo congresso no fim do ano.